# Govindasamy Suppiah
George Suppiah (17 de junio de 1929-6 de diciembre de 2012), más conocido como Govindasamy Suppiah, fue un árbitro de fútbol singapurense.

## Trayectoria
Ofició en la Copa Mundial de 1974 en Alemania Occidental, donde se hizo cargo de un partido, la victoria de Polonia por 7-0 contra Haití y luego arbitró como juez de línea en dos juegos más.